# CCC Polsat/2003
Deze pagina geeft een overzicht van de CCC Polsat wielerploeg in 2003.

## Algemeen
Sponsors: CCC
Algemeen manager: Jan Orda
Ploegleiders: Andrzej Sypytkowski, Jaros Chojnicki, Dariusz Zakrezewski, Waclaw Skarul, Fabio Becherini
Fietsmerk: Orbea

## Renners
| Naam                 | Geboortedatum | Nationaliteit | Ploeg 2002                 |
| -------------------- | ------------- | ------------- | -------------------------- |
| Dariusz Baranowski   | 22-06-1972    | Polen         | iBanesto.com               |
| Łukasz Bodnar        | 10-05-1982    | Polen         | Neo                        |
| Bohdan Bondarjev     | 02-06-1974    | Oekraïne      | Mróz-Supradyn Witaminy     |
| Tomasz Brożyna       | 19-09-1970    | Polen         | iBanesto.com               |
| Piotr Chmielewski    | 18-09-1970    | Polen         | Mróz-Supradyn Witaminy     |
| Marek Galiński       | 01-08-1974    | Polen         |                            |
| Seweryn Kohut        | 22-04-1976    | Polen         | De Nardi-Pasta Montegrappa |
| Sławomir Kohut       | 18-09-1977    | Polen         | Amore & Vita-Beretta       |
| Dawid Krupa          | 12-06-1980    | Polen         |                            |
| Jacek Mickiewicz     | 17-04-1970    | Polen         |                            |
| Andris Naudužs       | 05-11-1974    | Letland       | Colombia-Selle Italia      |
| Łukasz Podolski      | 21-05-1980    | Polen         |                            |
| Piotr Przydział      | 15-05-1974    | Polen         |                            |
| Radosław Romanik     | 16-01-1967    | Polen         |                            |
| Dariusz Skoczylas    | 23-03-1974    | Polen         |                            |
| Ondřej Sosenka       | 09-12-1975    | Tsjechië      |                            |
| Krzysztof Szafranski | 21-11-1972    | Polen         |                            |
| Pavel Tonkov         | 09-02-1969    | Rusland       | Lampre-Daikin              |
| Marc Weisshaupt      | 07-07-1970    | Duitsland     | Ambra-Obuwie-SNC Odziez    |
| Arkadiusz Wojtas     | 29-10-1977    | Polen         | Nürnberger Versicherung    |
| Jarosław Zarębski    | 26-01-1978    | Polen         |                            |

## Belangrijke overwinningen
| Szlakiem Grodow Piastowskich 2e etappe: Bohdan Bondarjev Vredeskoers 4e etappe: Ondřej Sosenka Nationale kampioenschappen wielrennen Letland: Andris Naudužs Polen: Piotr Przydział Koers van de Olympische Solidariteit 3e etappe: Tomasz Brożyna Ronde van Bohemen 2e etappe: Sławomir Kohut | Ronde van Mazovië 3e etappe: Andris Naudužs 4e etappe: Piotr Chmielewski 5e etappe: Bohdan Bondarjev Małopolski Wyścig Górski 3e etappe: Piotr Chmielewski 4e etappe: Radosław Romanik Ronde van Slowakije 4e etappe: Ondřej Sosenka 5e etappe: Ondřej Sosenka Eindklassement: Ondřej Sosenka |

2000 · 2001 · 2002 · 2003 · 2004 · 2005 · 2006 · 2007 · 2008 · 2009 · 2010 · 2011 · 2012 · 2013 · 2014 · 2015 · 2016 · 2017 · 2018 · 2019 · 2020